# Carla Mann
Carla Auguste Olga Maria Mann (Lübeck, 23 de setembro de 1881 – Polling, Weilheim-Schongau, 30 de julho de 1910) foi uma atriz alemã, irmã dos escritores Heinrich Mann e Thomas Mann.

## Vida
Carla Mann provém da Família Mann e foi juntamente com Heinrich Mann (1871–1950), Thomas Mann (1875–1955), Julia Löhr (Julia Mann) (1877–1927) e Viktor Mann (1890–1949) a quarta e mais jovem filha do comerciante de Lübeck e senador Thomas Johann Heinrich Mann e Júlia da Silva Bruhns. Morou até a morte de seu pai em 1891 em Lübeck; em 1893 a família mudou-se para Munique.
Foi atriz, mas não atingiu sucesso na carreira. A fim de não continuar dependente da família, decidiu casar. Quando entrou em conflito com seu noivo Arthur Gibo por um suposto caso dele, cometeu suicídio aos 28 anos, tomando cianeto.
Seu irmão mais velho, Heinrich Mann, lidou com seu destino na peça de teatro Schauspielerin (atriz) e no romance Die Jagd nach Liebe, assim como seu irmão Thomas Mann no romance Doctor Faustus, no qual a história de vida da irmã Julia também é literariamente descrita.
Foi sepultada em Polling, o local de residência de sua mãe na época. Sua mãe, seu irmão mais novo Viktor Mann juntamente com sua esposa também foram enterrados lá. Uma placa comemorativa da família está afixada no local desde 1971.